# John Weathers
 (août 2022).
Le contenu est difficilement compréhensible vu les erreurs de traduction, qui sont peut-être dues à l'utilisation d'un logiciel de traduction automatique.
Pour les articles homonymes, voir Weathers.
John Patrick 'Pugwash' Weathers, né le 7 février 1947 à Carmarthen, Carmarthenshire au Pays de Galles, est un batteur britannique surtout connu pour sa collaboration avec le groupe rock progressif britannique Gentle Giant.

## Jeunesse
Né à Carmarthen, il a déménagé à Swansea jusqu'à ce que, à l'âge de 15 ans, il vienne vivre avec sa tante à Liverpool, juste au moment où la scène de Merseybeat explose. John a eu une batterie lorsqu'il était enfant, alors il a commencé à en jouer avec plusieurs groupes locaux. De retour au Pays de Galles en 1964, son expérience sur la scène de Mersey le fait entrer dans plusieurs groupes locaux, dont The Vikings (1964) et The Brothers Grimm (1965).

## Eyes Of Blue
En 1966, Weathers rejoint un groupe de Neath, The Eyes of Blue, avec Phil Ryan aux claviers et Gary Pickford-Hopkins au chant, anciennement des Smokestacks. Le groupe est devenu professionnel et a remporté le concours Melody Maker Beat de 1966. Le prix était un contrat d'enregistrement d'un an, mais ils devaient enregistrer des chansons choisies pour eux, plutôt que leur propre matériel et aucun de leurs singles, Heart Trouble / Up And Down et Supermarket Full of Cans / Don't Ask Me To Mend Your Broken Heart ne s'est bien vendu.
Le groupe change alors de label, passant de Decca à Mercury Records et enregistre leur premier album Crossroads of Time en 1968. Ils enregistrent ensuite l'album Buzzy, en tant que groupe de soutien de l'auteur-compositeur-interprète américain Buzzy Linhart, avant d'enregistrer leur deuxième album In Fields of Ardath en 1969. 
Le groupe Strawberry Dust a soutenu The Eyes of Blue et a impressionné Weathers, qui a persuadé Lou Reizner de commander un album, qu'il a produit et sur lequel il a coécrit 6 chansons. L'album Women & Children First est sorti en 1970, mais Reizner a renommé le groupe Ancient Grease, sans le leur dire, et s'est crédité en tant que coproducteur. 
Le troisième album de The Eyes of Blue, Bluebell Wood, sorti sous le pseudonyme de Big Sleep, fut leur dernier, car le groupe s'est séparé peu de temps après. Weathers a brièvement joué avec Strawberry Dust, jusqu'à ce qu'ils se séparent également, se transformant plus tard en Racing Cars. Après cette rupture, il a joué lors de la dernière apparition du groupe Swansea Soul, le John Smith Committee.
En 1970, Weathers et Phil Ryan ont rejoint Pete Brown & Piblokto! jouant sur un single, "Flying Hero Sandwich" / "My Last Band", avant que Piblokto ne soit également dissous. Weathers a ensuite rejoint le groupe Wild Turkey embryonnaire avec Glenn Cornick (ex-Jethro Tull) à la basse, Gary Pickford-Hopkins (ex Eyes of Blue) au chant et Graham Williams (ex Strawberry Dust), mais Weathers et Williams sont partis rejoindre Graham Bond's Magick avant l'enregistrement de leur premier album. Il est apparu sur l'album de 1971 de Graham Bond, We Put Our Magick on You, et plus tard cette année a rejoint The Grease Band.

## Gentle Giant
Weathers a ensuite rejoint Gentle Giant en 1972, pour remplacer temporairement le batteur Malcolm Mortimore, qui s'est blessé dans un accident de moto. John a d'abord joué sur l'album Octopus et sa position est rapidement devenue permanente, restant avec eux jusqu'à ce qu'ils se séparent, après leur dernier album Civilian (1980). Il était très apprécié des fans pour son style de batterie pur et dur, il jouait également du vibraphone et du xylophone, entre autres instruments de percussion. Il a également ajouté sa voix en studio et en live de plus en plus fréquemment au fil du temps, allant même jusqu'à chanter en tête des chansons "Interview" et "Friends", cette dernière qu'il a également composée.
Alors qu'il était avec Gentle Giant, Weathers a parfois joué avec le groupe de Phil Ryan The Neutrons, y compris sur leur album de 1974, Black Hole Star.

## Dernières années
Après la dissolution de Gentle Giant en 1980, Weathers a occupé un certain nombre de postes temporaires, jusqu'à ce qu'il rejoigne le groupe de rock psychédélique / progressif Man lors de leur réunion en 1983. Mis à part un court passage, lorsqu'il était malade et que Rick Martinez a pris temporairement le relais, il est resté avec Man jusqu'en 1996, enregistrant 2 albums studio et 3 albums live, et devenant leur batteur le plus ancien, partant prétendument parce que Gentle Giant prévoyait de se réformer. Il a quitté Man peu de temps avant que Phil Ryan ne rejoigne le groupe. Weathers a été présenté dans l'émission Rocking with a Sikh de 1986 S4C TV, soutenant l'imitateur de Sikh Elvis Peter Singh, avec Martin Ace et Micky Jones.
Il a été rapporté que Weathers souffrait de RSI ou d'arthrite, mais selon lui, on lui a en fait "diagnostiqué une affection appelée ataxie spinocérébelleuse, qui s'apparente à une M.S". Les mémoires non publiés de son temps passé à l'hôpital de Morriston - Two Weeks in Pain – Under the Knife, documentent les essais d'un patient hospitalisé du NHS en convalescence postopératoire.
Weathers est apparu sur plusieurs bandes sonores de Welsh TV et a rejoint Wild Turkey en 2006 pour enregistrer leur album You & Me in the Jungle et faire une tournée en Europe. 
Weathers est également un ornithologue passionné.

## Discographie

### The Eyes of Blue
- 1968 : Crossroads of Time
- 1969 : In Fields of Ardath

### Big Sleep
- 1971 : Bluebell Wood

### Graham Bond with Magick
- 1971 : We Put Our Magick On You

### Gentle Giant
- 1972 : Octopus
- 1973 : In a Glass House
- 1974 : The Power and the Glory
- 1975 : Free Hand
- 1976 : Interview
- 1977 : The Missing Piece
- 1978 : Giant for a Day!
- 1980 : Civilian

### Man
- 1984 : Friday 13th
- 1992 : The Twang Dynasty
- 1995 : Call Down The Moon

### Wild Turkey
- 2006 : You and Me in the Jungle

## Source de la traduction
- (en) Cet article est partiellement ou en totalité issu de l’article de Wikipédia en anglais intitulé « John Weathers » (voir la liste des auteurs).